# 林园街道
林园街道，是中华人民共和国吉林省长春市绿园区下辖的一个乡镇级行政单位。2023年3月17日行政区划调整。调整后，管辖范围东起基隆中街、新竹路、青浦路，西至西环城路，南起西安大路，北至花莲路。

## 行政区划
林园街道下辖以下地区：
大房身社区、小房身社区、万嘉花园社区、林园社区、吉大和平社区、迎宾路社区、杨家村、车家村和四季青村。
2023年3月17日行政区划调整后，下辖大房身、小房身、万嘉、林园4个社区和杨家1个行政村。